# Сарач, Алексей Еремеевич
Алексе́й Ереме́евич Сара́ч (3 августа 1943, Москва — 17 октября 2024, Москва) — советский и российский цирковой артист, эквилибрист с першами, народный артист России (1994).

## Биография
Родился 3 августа 1943 года в Москве, семья жила на Пушкинской улице (сейчас Улица Большая Дмитровка). Учась в школе уже с 3-го класса стал заниматься гимнастикой. После ремесленного училища работал на заводе, с 1962 года три года служил в армии.
В 1966 году вошёл в ансамбль «Цирк на воде» в качестве артиста-стажёра (пловца). С 1967 года участвовал в номере «Эквилибристы с першами Шидловские» п/р В. Н. Шаркова (режиссёр П. С. Шидловский). С 1968 года стал руководителем номера «Шидловские». В 1972 году номер вышел из ансамбля «Цирк на воде». В 1975 году выпустил номер «Корд де волан между першами», который дебютировал в Омске, затем выступал в Москве, в цирке на Цветном бульваре.
В 1990—1996 годах выступал с номером в Германии.
Гастролировал в Румынии, Египте, Южной Америке (Мексика, Венесуэла, Бразилия, Уругвай, Колумбия), Канаде, Италии, Китае и др. странах. Отличается уникальными трюками, исполняемыми в быстром темпе, высоким профессионализмом. Трюки: «двойной корд де волан между першами» (1975), «Падающий перш» (1977), «Два падающих перша» (1987) и др.
Руководитель номера «Рекордсмены» (до 2008 года «Эквилибристы-рекордсмены с першами»), эталоном которого является рекордный тройной баланс.
Умер 17 октября 2024 года в Москве в возрасте 81 года, после тяжёлой и продолжительной болезни. Похоронен на Долгопрудненском кладбище.

### Семья
- Родители — Еремей Яковлевич Сарач (1894—1965), караим из Евпатории, участник Первой мировой войны, полный георгиевский кавалер, работал в Москве управдомом[5] и Вера Алексеевна Фуртова (1909—1967). Сёстры — Людмила Еремеевна Графова и Елизавета Еремеевна Пекунова[6][7][8].
- Жена — цирковая артистка Татьяна Витальевна Сарач (Басаргина).
  - Дети: Пётр (1978), Мария (1989), Сергей (1992). Пётр и Мария также цирковые артисты[9].

## Награды и премии
- Лауреат Всесоюзного циркового конкурса (1977, 1988).
- Заслуженный артист РСФСР (14 февраля 1980).
- Лауреат Международного конкурса артистов цирка в Китае (1000, 1-е место «Жёлтый журавль»).
- Народный артист Российской Федерации (29 декабря 1994) — за заслуги в области искусства[10].
- Лауреат 1-го Международного конкурса на Красной площади в Москве («Серебряный медведь»; 1996).
- Национальная премия «ЦИРКЪ» номеру «Эквилибристы-рекордсмены с першами» «За вклад в развитие жанра» (2003).
- Орден Дружбы (15 апреля 2004)[11].